# Mark Gangloff

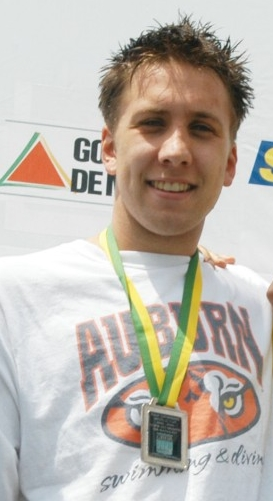
Mark Gangloff (2006)

Mark Daniel Gangloff (* 8. Juni 1982 in Akron, Ohio) ist ein ehemaliger Schwimmer aus den Vereinigten Staaten. Er erhielt bei Olympischen Spielen zwei Goldmedaillen. Bei Weltmeisterschaften auf der Langbahn (50 Meter) gewann er dreimal Gold, einmal Silber und einmal Bronze, bei Weltmeisterschaften auf der Kurzbahn (25 Meter) erschwamm er je zwei Gold- und Silbermedaillen. Hinzu kamen drei Goldmedaillen bei Panamerikanischen Spielen.

## Karriere
Gangloff besuchte die Firestone High School in Akron und dann die Auburn University. Nach seiner Graduierung schwamm der 1,82 Meter große Gangloff für SwimMac Carolina in Charlotte.
Gangloffs internationale Karriere begann bei den Panamerikanischen Spielen 1999 in Winnipeg. Dort gewann er die Bronzemedaille über 200 Meter Brust hinter dem Kanadier Morgan Knabe und Steve West aus den Vereinigten Staaten. Drei Jahre später trat Gangloff bei den Pan Pacific Swimming Championships 2002 in Yokohama an und wurde Vierter über 100 Meter Brust und Achter über 200 Meter Brust. Bei den Panamerikanischen Spielen 2003 in Santo Domingo gewann Gangloff das Finale über 100 Meter Brust. Eine zweite Goldmedaille erhielt er mit der 4-mal-100-Meter-Lagenstaffel. 2004 trat Gangloff bei den Olympischen Spielen in Athen zunächst über 100 Meter Brust an. Er erreichte den Endlauf mit der drittbesten Zeit der Vorläufe und der viertbesten Zeit des Halbfinales. Im Finale siegte der Japaner Kōsuke Kitajima vor Brendan Hansen aus den Vereinigten Staaten und dem Franzosen Hugues Duboscq. Gangloff schlug 0,29 Sekunden hinter Dubosq als Vierter an. In der 4-mal-100-Meter-Lagenstaffel qualifizierten sich Lenny Krayzelburg, Mark Gangloff, Michael Phelps und Neil Walker mit der schnellsten Vorlaufzeit für das Finale. Im Endlauf schwammen Aaron Peirsol, Brendan Hansen, Ian Crocker und Jason Lezak viereinhalb Sekunden schneller als die Vorlaufstaffel und stellten einen neuen Weltrekord auf. Die deutschen Silbermedaillengewinner unterboten ebenfalls die Vorlaufzeit der US-Staffel, die drittplatzierten Japaner blieben über dieser Vorlaufzeit. Alle acht beteiligten Schwimmer aus den Vereinigten Staaten erhielten eine Goldmedaille. Drei Monate später bei den Kurzbahnweltmeisterschaften 2004 erhielt Gangloff ebenfalls eine Goldmedaille für seinen Vorlaufeinsatz in der Lagenstaffel.
2005 bei den Weltmeisterschaften in Montreal schied Gangloff über 100 Meter Brust im Halbfinale aus. Über 50 Meter Brust gewann er die Silbermedaille hinter dem Deutschen Mark Warnecke. In der Lagenstaffel schwammen im Vorlauf Randall Bal, Gangloff, Phelps und Walker, im Finale siegten Peirsol, Hansen, Crocker und Lezak. Auch hier erhielten alle acht an der US-Staffel beteiligten Schwimmer eine Goldmedaille. 2006 wurde Gangloff bei den Pan Pacific Swimming Championships im kanadischen Victoria Sechster über 100 Meter Brust. Im Jahr darauf bei den Panamerikanischen Spielen in Rio de Janeiro wurde Gangloff hinter dem Kanadier Scott Dickens Zweiter über 100 Meter Brust. Mit der Lagenstaffel gewann Gangloff Gold. Im April 2008 bei den Kurzbahnweltmeisterschaften in Manchester wurde Mark Gangloff über 100 Meter Brust zeitgleich mit dem Norweger Alexander Dale Oen Vierter, die beiden hatten 0,06 Sekunden Rückstand auf den drittplatzierten Ukrainer Oleh Lissohor. Über 50 Meter Brust siegte Lissohor mit 0,08 Sekunden Vorsprung vor Gangloff. In der Lagenstaffel siegte das russische Quartett mit 0,09 Sekunden vor Randall Bal, Mark Gangloff, Ryan Lochte und Nathan Adrian. Im August 2008 bei den olympischen Spielen in Peking erreichte Gangloff wie vier Jahre zuvor den Endlauf über 100 Meter Brust und belegte den achten Platz. In der Lagenstaffel waren Matt Grevers, Mark Gangloff, Ian Crocker und Garrett Weber-Gale die schnellste Staffel knapp vor den Australiern. Im Finale blieben die besten vier Staffeln unter der Vorlaufzeit der US-Staffel. Aaron Peirsol, Brendan Hansen, Michael Phelps und Jason Lezak waren über drei Sekunden schneller und siegten vor den Australiern und den Japanern.
2009 bei den Weltmeisterschaften in Rom schied Gangloff über 100 Meter Brust als Elfter des Halbfinales aus. Über 50 Meter Brust siegte der Südafrikaner Cameron van der Burgh mit 0,09 Sekunden Vorsprung vor dem Brasilianer Felipe França Silva, 0,1 Sekunden hinter dem Brasilianer wurde Gangloff Dritter. In der Lagenstaffel schwammen im Vorlauf Matt Grevers, Mark Gangloff, Tyler McGill und Nathan Adrian, im Finale siegten Aaron Peirsol, Eric Shanteau, Michael Phelps und David Walters. Bei den Pan Pacific Swimming Championships 2010 in Irvine erhielt Gangloff einen kompletten Medaillensatz: Er siegte mit der Lagenstaffel, wurde Zweiter über 50 Meter Brust und Dritter über 100 Meter Brust. Bei den Kurzbahnweltmeisterschaften 2010 in Dubai schied Gangloff über 50 und 100 Meter Brust jeweils im Halbfinale aus. Mit der Lagenstaffel erhielt er für seinen Einsatz im Vorlauf eine Goldmedaille. 2011 bei den Weltmeisterschaften in Shanghai wurde Gangloff Sechster über 50 Meter Brust und Achter über 100 Meter Brust. In der Lagenstaffel schwammen im Vorlauf David Plummer, Eric Shanteau, Tyler McGill und Garrett Weber-Gale. Im Finale siegten Nicholas Thoman, Mark Gangloff, Michael Phelps und Nathan Adrian. 2012 konnte sich Gangloff nicht mehr für die Olympiamannschaft qualifizieren.
2006 spielte Mark Gangloff eine kleine Rolle als Rettungsschwimmer in dem Film Jede Sekunde zählt – The Guardian.